# Cyrtophyllicus
Cyrtophyllicus is een geslacht van rechtvleugeligen uit de familie sabelsprinkhanen (Tettigoniidae). De wetenschappelijke naam van dit geslacht is voor het eerst geldig gepubliceerd in 1908 door Hebard.

## Soorten
Het geslacht Cyrtophyllicus  is monotypisch en omvat slechts de volgende soort:
- Cyrtophyllicus chlorum (Hebard, 1908)